# Bismarck, North Dakota
Bismarck là thủ phủ của tiểu bang North Dakota, quận lỵ của Quận Burleigh [3]. Đây là thành phố đông dân thứ hai ở Bắc Dakota, sau Fargo. dân số của thành phố là 55.532 người tại điều tra dân số năm 2000. dân số vùng đô thị của là 94.719 người vào năm 2000, nhưng được ước tính trong năm 2009 đã tăng lên đến 106.286 người. [4] Bismarck. được thành lập năm 1872 và đã được chọn làm thủ phủ của Bắc Dakota khi khu vực này trở thành tiểu bang vào năm 1889.
Bismarck nằm trên bờ đông của sông Missouri, đối diện bên kia sông là Mandan [5] Hai thành phố tạo nên cốt lõi của khu vực thống kê đô thị Bismarck-Mandan.
The North Dakota State Capitol là tòa nhà cao nhất trong tiểu bang, vươn lê ở trung tâm của Bismarck. Các cơ quan chính quyền tiểu bang sử dụng nhiều người trong thành phố. Là một trung tâm bán lẻ và chăm sóc sức khỏe, Bismarck là trung tâm kinh tế của một phần lớn của trung-nam North Dakota và phía bắc miền trung Nam Dakota.